# Panoz Abruzzi
Der Panoz Abruzzi war ein Sportwagen von Panoz Auto Development.

## Beschreibung
Der Gran Turismo wurde für den Europäischen Markt entwickelt. Der 2010 entwickelte Prototyp sollte bei einer Stückzahl von 81 Exemplaren zwischen 2011 und 2013 unter dem Namen Abruzzi Spirit of Le Mans für einen Verkaufspreis von £ 330.000 auf den Markt kommen. Im Juli 2014 wurde die Produktion der 81 Exemplare nicht bestätigt und das Auto wurde von der Website des Herstellers entfernt. Viele Teile wie der Motor oder das Fahrwerk des Autos kommen von einer Corvette von Chevrolet.

## Geschichte
Im Jahr 2011 gab der Abruzzi gab sein Sportwagen-Renndebüt bei den 12 Stunden von Sebring.
Donald Panoz ließ den Panoz Abruzzi nach seinen Wünschen und Vorstellungen kreieren. Der Name Abruzzi leitet sich von der Herkunftsregion seiner Familie in Italien ab, den Abruzzen.

## Bildergalerie

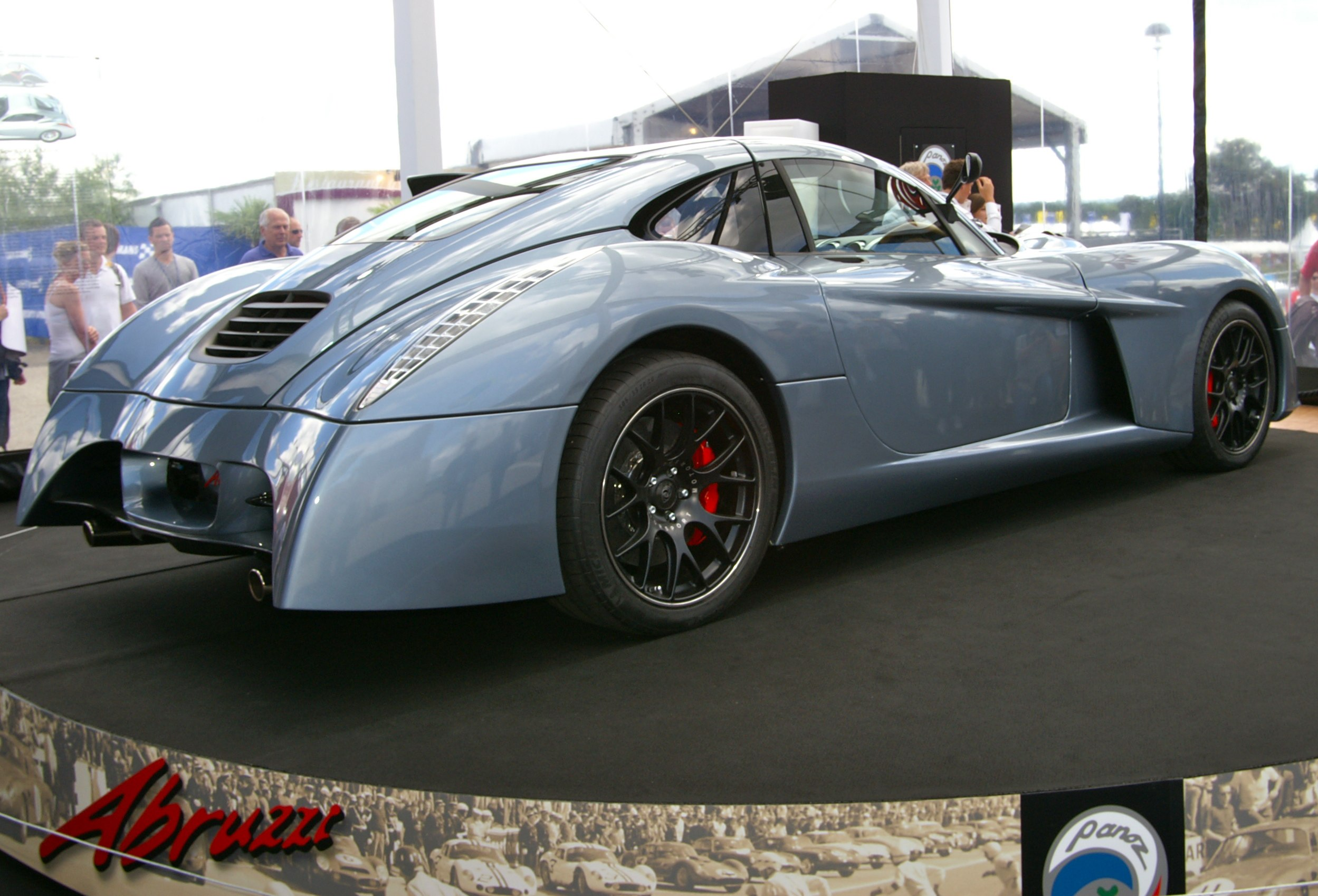
„Spirit of Le Mans“ 2010
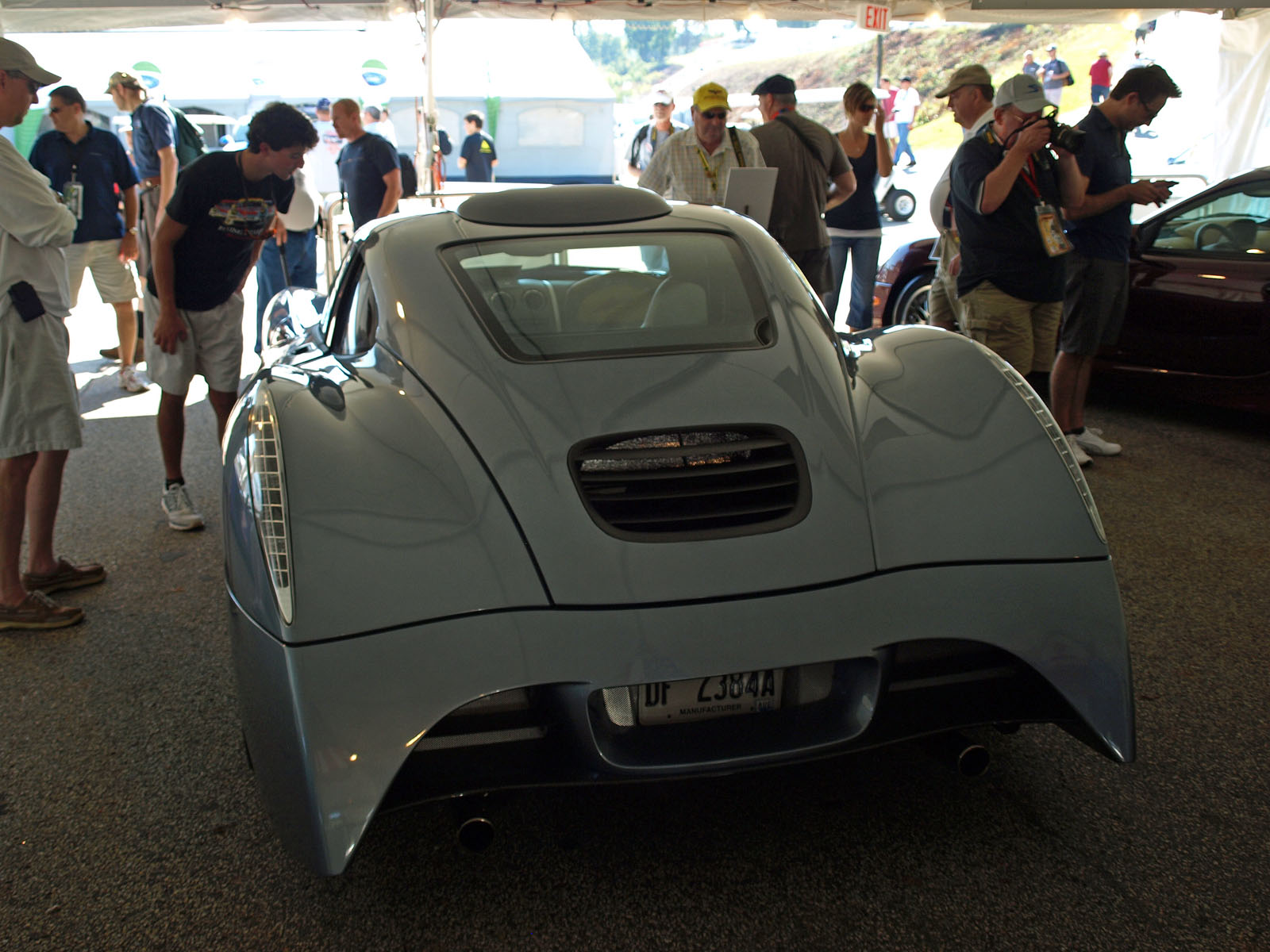
Heckansicht
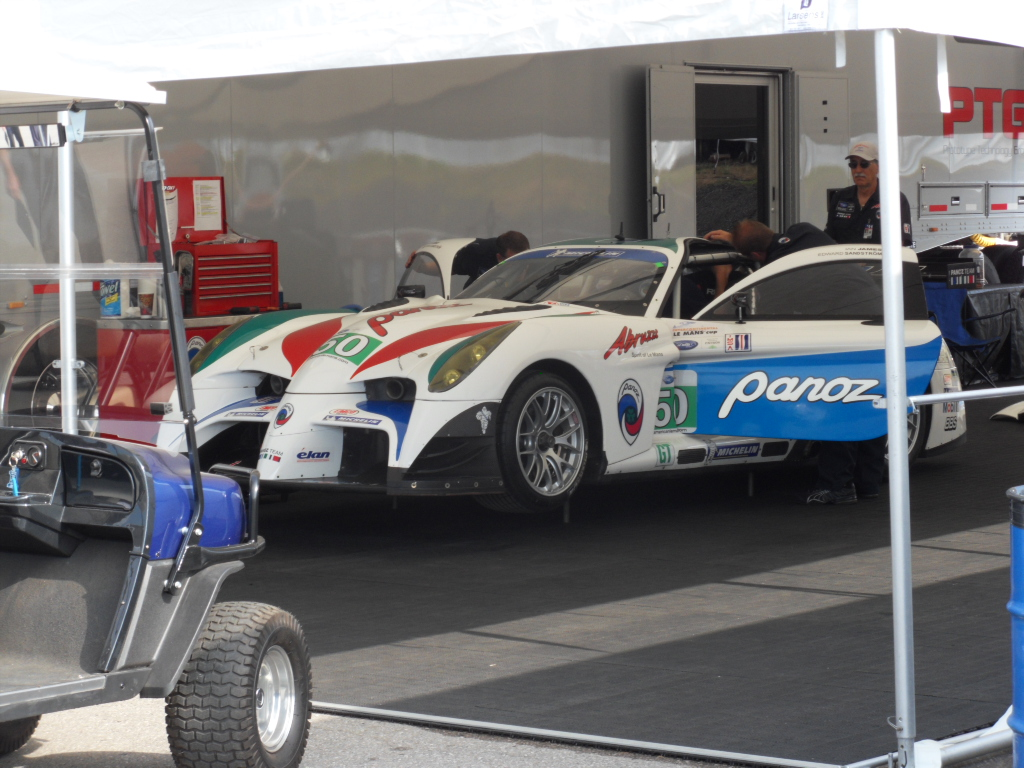
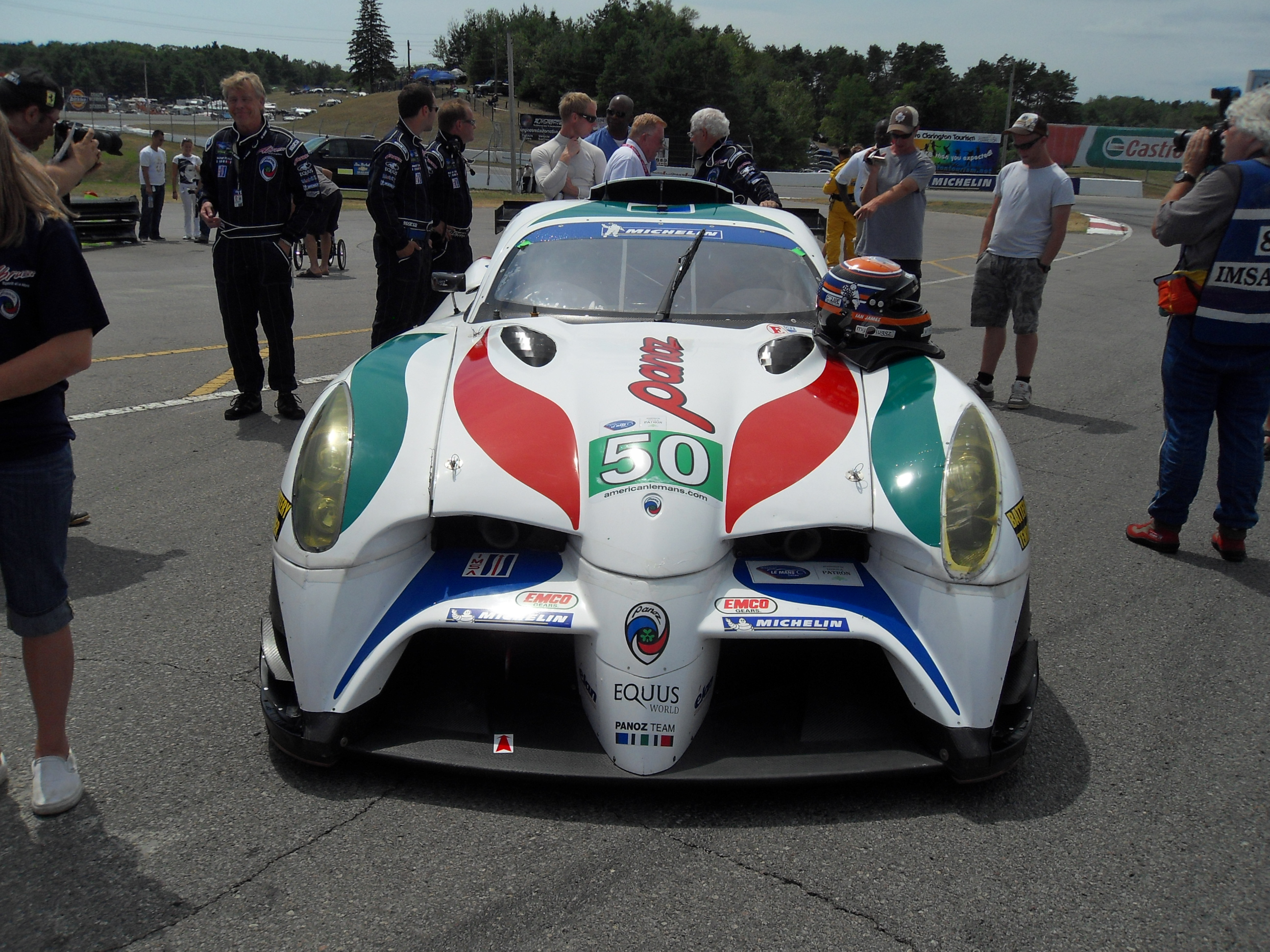
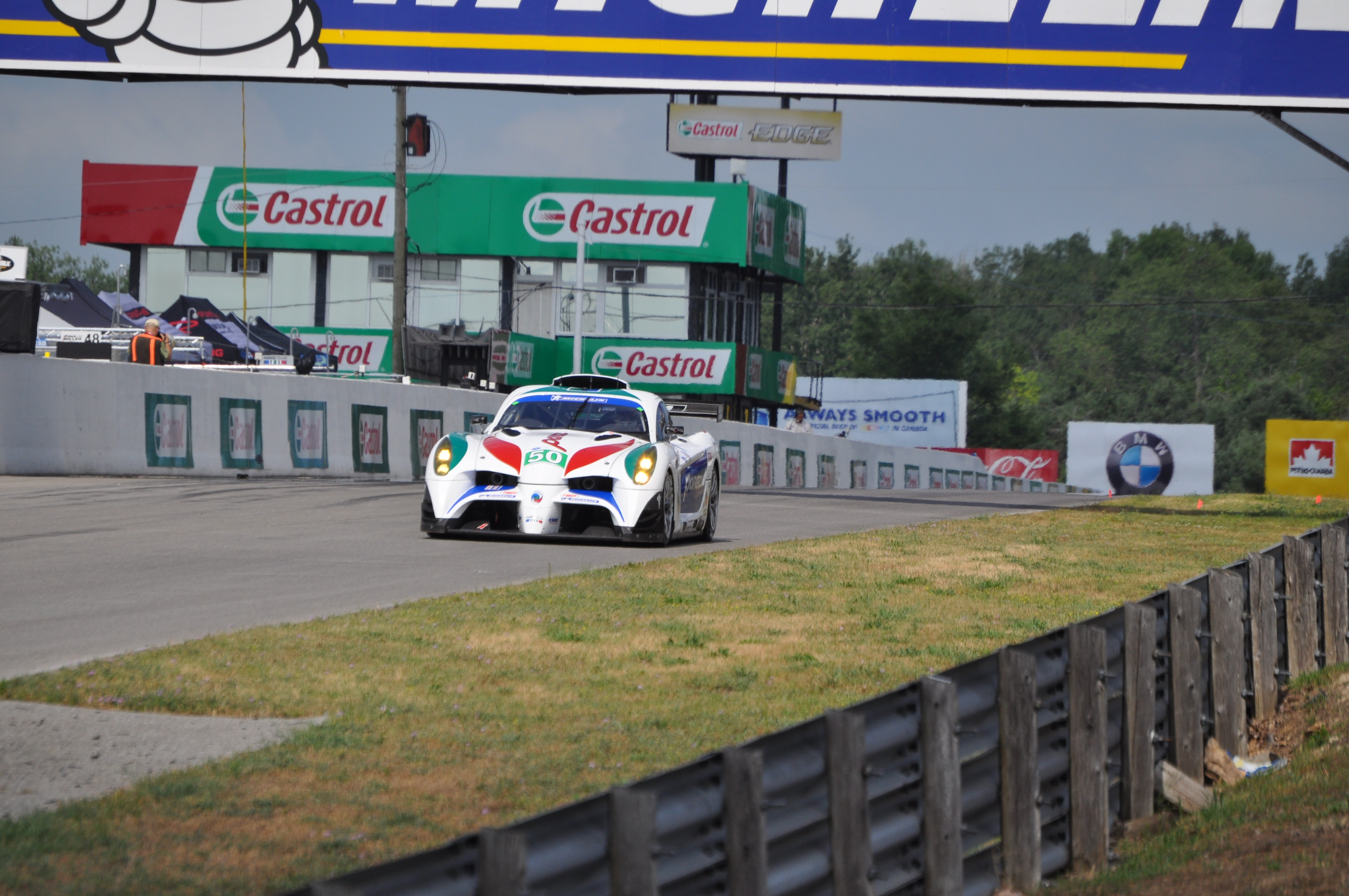
Grandprix of Mosport 2011 in Kanada